# Autopoesi
L'autopoesi (del grec αὐτo- (auto-) 'un mateix', i ποίησις (poiesis) 'creació, producció') és la capacitat que té un sistema d'autoreplicar-se i automantenir-se, amb activitats autoconservadores, com a resposta a les condicions externes. S'aplica específicament a la propietat inherent de les cèl·lules, que les fa diferenciar-se dels sistemes moleculars no vius i dels virus, que no són autopoètics.

## Origen
És un neologisme proposat el 1971 pel biòleg xilè Humberto Maturana i el seu alumne Francisco Varela per designar l'organització dels sistemes vius, i desenvolupat al seu llibre del 1972 De máquinas y seres vivos. Una descripció breu del seu concepte seria dir que l'autopoesi és la condició d'existència dels éssers vius en la contínua producció de si mateixos. L'autopoesi és per tant la propietat dels sistemes de produir-se a si mateixos i defineix les pautes d’inserció o acoblament d'un sistema al seu entorn. Aquest terme neix de la biologia, però més tard és adoptat com a referent metafòric per altres ciències i altres autors, com ara pel sociòleg alemany Niklas Luhmann.

## Característiques de l'autopoesi
Segons Maturana i Varela, són autopoètics els sistemes que presenten una xarxa de processos o operacions (que els defineix com a tals i que els fa distingibles dels altres sistemes), i que poden crear o destruir elements del mateix sistema com a resposta a les pertorbacions del medi. Encara que el sistema canviï estructuralment, aquesta xarxa roman invariant durant tota la seva existència, mantenint la identitat del sistema. Els éssers vius són, en particular, sistemes autopoètics moleculars, i que estan vius només mentre estan en autopoesi; la inexistència d'autopoesi equival a la mort.
Per a Maturana, l'autopoesi és la propietat bàsica dels éssers vius perquè són sistemes determinats en la seva estructura. Són sistemes tals que, quan un esdeveniment extern hi incideix, els efectes resultants només depenen d'ells mateixos, de la seva estructura en aquell instant, i no pas de l'element o esdeveniment extern. Els éssers vius són autònoms per tal com la seva autonomia es dona en la seva auto-referència; i són sistemes tancats en la seva dinàmica de constitució com a sistemes en contínua producció de si mateixos, autoregulant-se.
Encara que un sistema autopoètic estigui en un estat de desequilibri, pot conservar una permanència estructural absorbint l'energia del seu medi permanentment, i excretant-ne els residus, que tornen a firmar part del context. Igual que la cèl·lula i els éssers vius, els sistemes autopoètics tenen la capacitat de conservar la unió de les seves parts i fer que interaccionin entre elles.
Altres exemples de autopoesi són la consciència o un organisme. Aquests consten d'una xarxa de processos que aconsegueixen transformar part dels seus components, però en els que el mateix sistema maneja la seva identitat amb relació a l'entorn. La autopoesi designa la manera com els sistemes mantenen la seva identitat gràcies a processos interns en què autoreprodueixen els seus propis components.
Aquests sistemes estan oberts al seu medi perquè intercanvien matèria i energia però simultàniament es mantenen tancats operacionalment, ja què les seves operacions són les que el distingeix de l'entorn. Tanmateix, són autònoms en les seves operacions a causa de la capacitat que té el sistema de reaccionar als estímuls del medi que l'envolta. La mort d'un ésser viu, per exemple, pot ser considerada com la disrupció de l'autopoesi, ja què la mort pot resultar de mecanismes de la dinàmica interna de l'organisme viu o bé per mecanismes interruptors d'origen extern. En qualsevol dels dos casos, el sistema autopoètic no pot compensar més els efectes d'aquests mecanismes i mor, mentre que es manté viu sempre i quan els pugui compensar.
Per a Maturana aquesta solució és sistèmica, ja què explica els sistemes vius en termes de relacions i no de propietats dels seus components.

## Segons Luhmann
L'aplicació del concepte de autopoesi als sistemes socials implica que el caràcter auto-referencial d'aquests sistemes no es restringeix al pla de les seves estructures sinó que inclouen els seus elements i els seus components és a dir, que ell mateix construeix els elements de què consisteix.
Luhmann ha utilitzat l'autopoiesi per presentar un nou paradigma teòric: el dels sistemes autopoètics com productes d'una reflexió interdisciplinària sobre els desenvolupaments reeixits d'altres disciplines.